# حقوق الإنسان في إثيوبيا
لم يتحسن وضع حقوق الإنسان في إثيوبيا رغم التحسينات المطبقة عليها وذلك وفقًا لتقرير حقوق الإنسان الصادر عن وزارة الخارجية الأمريكية لعام 2004 والمصادر المماثلة. أفصحت التقارير عن حدوث العديد من حالات المضايقة والاحتجاز والتعذيب و/أو قتل الأفراد بطريقة غير قانونية من قبل قوات الأمن والشرطة الإثيوبية، ويُقال إنهم كانوا أعضاءً في جماعات معارضة أو متهمين بالتمرد. بقي الآلاف من المشتبه بهم رهن الاحتجاز دون تهمة، وظل الاحتجاز لمدة طويلة قبل المحاكمة من أهم المشاكل الموجودة. كانت ظروف السجن سيئة، وغالبًا ما تجاهلت الحكومة حقوق الخصوصية للمواطنين والقوانين المتعلقة بأوامر التفتيش.
لم تنفك الحكومة الإثيوبية تقمع وتُقيِّد حرية الصحافة في البلاد، وذلك على الرغم من أن عدد الصحفيين الذين قُبض عليهم أو احتُجزوا أو عُوقبوا في عام 2004 أقل من عددهم في الأعوام السابقة. تحد الحكومة من حرية التجمع وخاصة بالنسبة لأفراد جماعات المعارضة، واستخدمت قوات الأمن القوة المفرطة لتفريق المظاهرات. يمثل كل من العنف والتمييز ضد المرأة اثنين من أهم المشاكل التي تواجه المجتمع، وانتشرت مشكلة تشويه الأعضاء التناسلية الأنثوية بشكل واسع على الرغم من التأثير الصغير للجهود المبذولة لكبح هذه الممارسة.
يستمر الاستغلال الاقتصادي والجنسي للأطفال وكذلك الاتجار بالبشر. يعد العمل القسري، ولا سيما المنتشر بين الأطفال، مشكلة مستمرة، ويستمر تدخل الحكومة على مستوى منخفض مع النقابات العمالية. تدخلت السلطات المحلية في كثير من المرات في الممارسات الدينية على الرغم من احترام الحكومة للممارسة الحرة للدين. استؤجرت وكالات أمريكية لتحسين صورة إثيوبيا بمبلغ 2.5 مليون دولار. قوبلت الاحتجاجات الطويلة على المظالم السياسية والاقتصادية والاجتماعية والثقافية بقوة مفرطة ومميتة من قبل الشرطة وفقًا لتقرير منظمة العفو الدولية لعام 2016-2017، وأضاف التقرير أن الحملة على المعارضة السياسية شهدت اعتقالات تعسفية جماعية وتعذيبًا والعديد من أشكال سوء المعاملة الأخرى والمحاكمات الجائرة وانتهاكات الحق في حرية التعبير وحرية تكوين الجمعيات.
أعلنت الحكومة حالة الطوارئ في 9 أكتوبر ما أدى إلى مزيد من انتهاكات حقوق الإنسان. مات أكثر من 20 شخص في هجمات عرقية في سبتمبر في عام 2018. طالب المتظاهرون خارج العاصمة رئيس الوزراء بإصدار حالة الطوارئ لمنع وقوع المزيد من عمليات القتل.

## إعلان مكافحة الإرهاب
قُدم إعلان إثيوبيا لمكافحة الإرهاب في عام 2009. تسمح الأحكام الأساسية لإعلان مكافحة الإرهاب للسلطات بتجريم ممارسة حرية التعبير. تعتقد منظمة العفو الدولية أنه قُبض على نحو 108 صحفيًا ومعارضًا على الأقل في عام 2011 بسبب انتقاداتهم المشروعة والسلمية للحكومة. تمثل الأعداد الهائلة المتورطة في موجة الاعتقالات هذه الحملة الأكثر شمولًا على حرية التعبير التي شوهدت منذ سنوات عديدة في إثيوبيا.
قُبض على 108 عضو من أعضاء حزب المعارضة على الأقل وستة صحفيين في إثيوبيا من مارس في عام 2011 إلى ديسمبر في نفس العام لتورطهم المزعوم مع العديد من الجماعات الإرهابية المحظورة. وُجهت تهمة ارتكاب الجرائم إلى المعتقلين بموجب إعلان مكافحة الإرهاب والقانون الجنائي، وجاءت العديد من الاعتقالات في عام 2011 في الأيام التي تلت انتقاد الأفراد العلني للحكومة بشكل مباشر أو تورطهم في دعوات علنية للإصلاح أو التقدم بطلب للحصول على تصريح لتنظيم المظاهرات أو محاولة تنظيم جولة صحفية استقصائية في منطقة من إثيوبيا تفرض عليها الحكومة قيودًا شديدة للوصول إليها.
تعتقد منظمة العفو الدولية أن الأفراد لن يحصلوا على محاكمة عادلة وسيُدانون لممارستهم حقهم في حرية التعبير. اشتكى العديد من المعتقلين من أنهم تعرضوا للتعذيب وأجبروا على التوقيع على اعترافات أو تجريم الأدلة، ومُنعوا جميعهم تقريبًا من الاتصال بمحاميهم وعائلاتهم في بداية الاحتجاز.
أصبحت المحاكمات مسيسة للغاية بسبب اهتمام كبار المسؤولين الحكوميين بمن فيهم رئيس الوزراء الذي وضع المسؤولية على عاتق جميع المتهمين في إعلان له في البرلمان الوطني. هدد رئيس الوزراء علنًا بتنفيذ المزيد من الاعتقالات. أُبلغ عن اعتقال 135 شخصًا في أوروميا في الأسبوع الأول من شهر ديسمبر. تدعو منظمة العفو الدولية الأمم المتحدة والاتحاد الأوروبي والاتحاد الأفريقي والحكومات إلى إجراء مراقبة منهجية للمحاكمات الإرهابية الجارية ومحاكمات أفراد المعارضة السياسية لشعب الأورومو الذين اعتُقلوا خلال عام 2011 وإعلان النتائج.

## الحرية السياسية
اعتُقل صحفيان وأربعة سياسيين معارضين من حزب الوحدة من أجل الديمقراطية والعدالة والحزب الوطني الإثيوبي الديمقراطي في 14 سبتمبر و 9 سبتمبر في عام 2011. اتُهموا أيضًا بالتورط مع مجموعة جينبوت 7، وهي حزب سياسي محظور.

### الانتخابات
ضُغط على المواطنين لمغادرة أحزاب المعارضة في انتخابات مايو في عام 2010 وفقًا لمنظمة العفو الدولية. هدد الناخبون في أديس أبابا بسحب مساعدات الدولة إذا لم يصوتوا لصالح الجبهة الديمقراطية الثورية للشعب الإثيوبي. حدثت الكثير من أعمال العنف السياسي إذ قتل أحد المرشحين والعديد من الناشطين. أفصحت أحزاب المعارضة عن تعرض أعضائها للمضايقة والضرب والاحتجاز من قبل الجبهة الثورية الديمقراطية الشعبية أثناء التحضير للانتخابات. يُزعم اعتقال مئات الأشخاص بشكل تعسفي في منطقة أوروميا، وغالبًا بسبب دعمهم لجماعة مسلحة. أُبلغ عن العديد من حالات الاحتجاز بلا محاكمة والتعذيب والقتل لشعب الأورومو.
عززت الجبهة الديمقراطية الثورية الشعبية الإثيوبية السيطرة السياسية بفوزها بنسبة 99.6% في الانتخابات البرلمانية التي جرت في شهر مايو في عام 2010.

## الاتصالات الإلكترونية
أصدرت إثيوبيا في عام 2012 قانونًا يجرّم توفير الاتصال الصوتي عبر الإنترنت  ويتطلب التفتيش على معدات الاتصالات الصوتية المستوردة، ويحظر تجاوز البنية التحتية للاتصالات التي أنشأها مزود خدمات الاتصالات والذي يقيد الوصول إلى الإنترنت بشركة الاتصالات السلكية واللاسلكية الإثيوبية فقط.
احتج العديد من الإثيوبيين على الحكومة بعد حظر استخدام وسائل التواصل الاجتماعي في أكتوبر في عام 2016 وحظر العديد من القنوات التلفزيونية. قُتل مئات الأشخاص وسُجن المئات نتيجة لذلك.

## العنف الجنسي
يمثل الزواج عن طريق الاختطاف 69% من نسبة الزواج في إثيوبيا، وما يقارب 80% في أكبر منطقة (أوروميا)، وما يصل إلى 92% في منطقة الأمم الجنوبية وذلك وفقًا للدراسات الاستقصائية التي أجرتها اللجنة الوطنية للممارسات التقليدية في إثيوبيا في عام 2003.
خضعت أكثر من 74% من النساء بين سن 15 و 49 لشكل من أشكال تشويه الأعضاء التناسلية والبتر مع أكثر من 97% في المنطقة الصومالية وفقًا للمسح الإثيوبي للصحة الديموغرافية لعام 2005.

## العنف الإثني
أدى العنف الإثني في الجنوب بين أورومو، أكبر مجموعة عرقية في البلاد، وشعب جيدو، وفي الشرق بين أورومو والصوماليين إلى جعل إثيوبيا البلد الذي يحتوي على  أكبر عدد من الأشخاص الفارّين من ديارهم في العالم في عام 2018. هرب حوالي 1.4 مليون لاجئ من ديارهم في إثيوبيا في عام 2018، وتمثل العدد الأكبر بالهاربين من الاشتباكات بين جيديو وأورومو بنحو 800.000 لاجئ معظمهم من قبيلة جيديو من مقاطعة ويست غوجي في أوروميا، وهو أعلى رقم مسجّل خلال فترة زمنية أقصر من الأعداد والمدة الزمنية التي سُجلت في أوج أزمة الروهينجا في ميانمار في العام الذي سبقه وقوعها. تضغط الحكومة على اللاجئين للعودة إلى ديارهم على الرغم من خوفهم على حياتهم، وغالبًا ما يحصل هذا عن طريق حرمان اللاجئين من الحصول على المساعدات الإنسانية.

### التهجير القسري
نقلت الحكومة الإثيوبية نحو 70.000 إثيوبي من منطقة غامبيلا بشكل قسري بين عامي 2010 ويناير في عام 2012 إلى قرى جديدة تفتقر إلى الغذاء الكافي والأراضي الزراعية والرعاية الصحية والمرافق التعليمية. هددت قوات أمن الدولة القرويين الذين قاوموا عمليات النقل والاعتداء عليهم واعتقالهم تعسفًا. استأجرت إثيوبيا ما لا يقل عن 3.6 مليون هكتار من الأراضي من عام 2008 إلى يناير في عام 2011 وهي مساحة بحجم هولندا. يتوفر 2.1 مليون هكتار إضافية من الأراضي من خلال بنك الأراضي التابع للحكومة الفيدرالية للاستثمار الزراعي. تُسوَّق نسبة 42% من الأراضي للمستثمرين في غامبيلا. يبلغ عدد سكان منطقة غامبيلا 307.000 نسمة معظمهم من السكان الأصليين من الأنواك والنوير. جذبت تربتها الخصبة الغنية المستثمرين الأجانب والمحليين الذين استأجروا مساحات كبيرة من الأرض بأسعار مناسبة.

## مراكز الاحتجاز
تعرضت مراكز الاحتجاز في إثيوبيا للتدقيق لمعرفة الظروف الحالية. تكتظ السجون بالمساجين، إذ يتسع سجن أسيلا لما يقارب 400 شخص مثلًا ولكنه يحتوي على 3000 شخص هناك. يتعرض السجناء للضرب والقتل مثل السجين أييلي بين في كيلينتو التي تعرض للضرب على أيدي الحراس وتوفي نتيجة عدم الاعتناء بجروحه. يختفي السجناء بعد دخولهم السجن ولا يعرف أهاليهم الكثير عن مكان وجودهم.

## وصلات خارجية
- الرقابة في إثيوبيا (بالإنجليزية)